# Lilyjets
Lilyjets er et norsk pigeband som blev dannet i 2000.
Det består af Tinki Tønseth Troye (født i 1984), Lisbeth Marie Mjaugeto (født i 1983) og Kine Lee Aksnes (født i1984).
Den harmonibaseret trio skriver alt deres musik selv. De slog igennem med bl.a. sangene Going Blind Don't Let it go to Your Head og Perfect Picture.

## Diskografi

### Singler
- "Going Blind"
- "Crave"
- "Don't Let It Go to Your Head" (Josh Alexander, Billy Steinberg, F. Dobson)[1]
  - cover, original sang af Fefe Dobson
- "Perfect Picture (It Would Be Better)"
- "Song for You"

### Album
- 3rd Floor (2006)